# Réseau Express Métropolitain Européen

Logo

Réseau Express Métropolitain Européen (REME) ist ein seit 2022 bestehendes S-Bahn-ähnliches Netz aus schnellen Regionalzügen im Raum Straßburg, das durch Busse und Kleinbusse ergänzt wird. Mit dem REME sind wichtige Städte und Gemeinden im französischen Département Bas-Rhin – zum Beispiel Saverne, Sélestat oder Hagenau – im 30-Minuten-Takt mit Straßburg verbunden.
Im ersten Betriebsjahr konnte nicht die volle Leistungsfähigkeit erreicht werden. Besonders wegen Kapazitätsproblemen im Bahnhof Strasbourg-Ville fuhren oft nur 600 statt der angekündigten 800 zusätzlichen Züge pro Woche.
Züge nach Baden-Württemberg, Rheinland-Pfalz und ins Saarland sollen 2025 folgen. Dann sollen die eingesetzten Züge Alstom Coradia Polyvalent (in Frankreich Régiolis genannt) für Deutschland zugelassen sein.
REME geht zurück auf eine Studie der geografischen Fakultät der Universität Straßburg und Bahnnutzerverbänden, die von Eurométropole de Strasbourg, der Region Grand Est und der SNCF umgesetzt wurde.